# バーバラ・ルーシュ
バーバラ・ルーシュ（英語: Barbara Ruch）は米国の日本文学研究者である。
コロンビア大学名誉教授、中世日本研究所名誉所長。

## 来歴・人物
ペンシルベニア州フィラデルフィアに生まれる。アーラム大学卒業。1960年、ペンシルベニア大学で修士取得。コロンビア大学大学院School of the Artsに学び、一時期京都大学に留学。1965年、コロンビア大学で日本の中世文学を主題としてPh.D.を取得。
京都に留学していたころ、たまたま出会った英国人からアイルランドのダブリンの図書館で奈良絵本があったと聞き、同地を訪れて実物を実際に見たことがきっかけとなり、日本文学の中でも中世の奈良絵本や御伽草子、あるいは絵解きの伝統の調査研究を始める。
ハーバード大学、その後ペンシルベニア大学で日本語（古語と現代語）および日本文学を教え、ペンシルベニア大学では「中世日本研究所」を儲け、海外に流出した日本文学の資料を整理研究。
1982年には全米東洋学年会にあわせて「アジアの絵解きの伝統ーその宗俗の関係・記号学・興行形式について」というシカゴ・シンポジウムを開催。　
コロンビア大学で客員教授としてドナルド・キーン教授と共に近現代の日本文学クラスを担当し、1984年からはコロンビア大学教授となる。「中世日本研究所」もコロンビア大学で継続。1986年、コロンビア大学のEALACでドナルド・キーン日本文化センターを創設、初代所長となる。
奈良絵本研究国際会議を開く。第2回の会議開催時には海外所蔵奈良絵本展も開催された。
研究していた無外如大禅尼の祀られていた大聖寺を訪れて尼門跡である花山院慈薫尼に出会う。慈薫尼の厚意により、大聖寺の菩提寺である大歓喜寺の庫裏が空いていたのを借りて、2003年、「中世日本研究所（京都）」を大歓喜寺に発足させた。

## 受賞
- 1991年、第1回南方熊楠賞（人文の部）受賞[6]
- 1999年、勲三等宝冠章
- 1999年、山片蟠桃賞受賞　多年にわたる日本文学・日本文化史研究の功績と『もう一つの中世像』を中心とする一連の著作（物語絵本や尼僧（門跡尼寺）の研究）[7]
- 2008年、門跡尼寺文化の発掘、調査、研究、普及に努めたことに対して仏教伝道文化賞受賞[8]
- 2011年、京都府文化賞功労賞受賞[9]

## 著作
- 『もう一つの中世像 比丘尼・御伽草子・来世』思文閣出版　1991

### 共編著
- 『海外所蔵奈良絵本』バーバラ・ルーシュ他（編）講談社　1979
- 花山院慈薫『あやめ艸日記―御寺御所大聖寺門跡花山院慈薫尼公』桂美千代共編. 淡交社, 2009.2